# Mikkel Hansen
Mikkel Hansen, född 22 oktober 1987 i Helsingör, är en tidigare dansk handbollsspelare (vänsternia). Han har av Internationella handbollsförbundet blivit utsedd till Årets bästa handbollsspelare i världen tre gånger (2011, 2015 och 2018).
I OS 2020 vann han skytteligan med 61 gjorda mål, och innehar därmed rekordet för mest gjorda mål under en turnering i herrarnas handbolls-OS. Under turneringens gång blev han också bästa målskytt genom tiderna i herrarnas handbolls-OS, nu med totalt 165 mål.

## Biografi

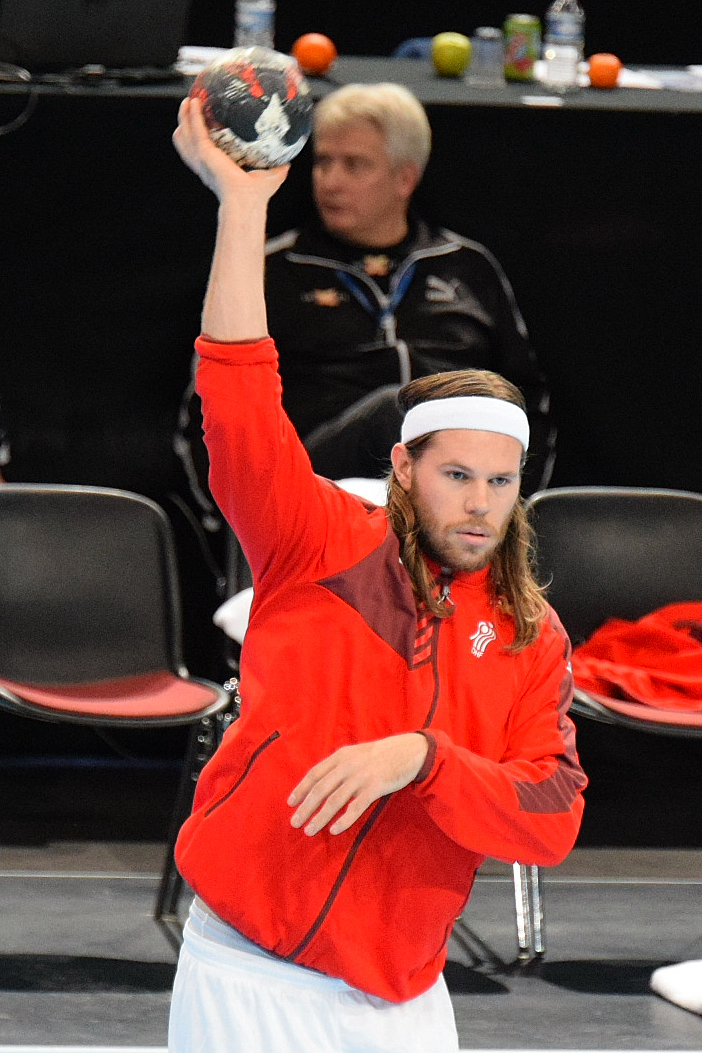
Mikkel Hansen med Danmarks landslag i januari 2016.

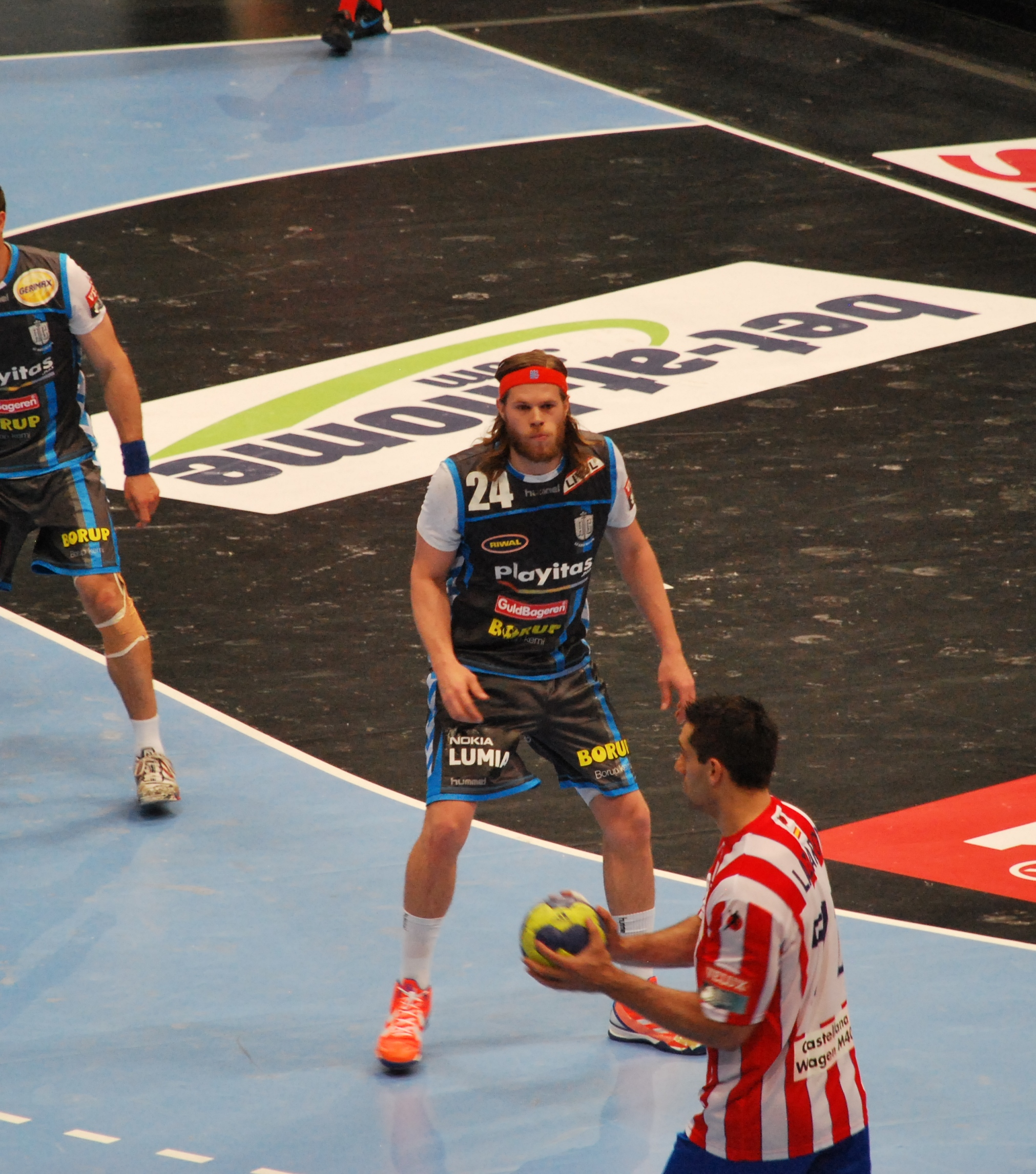
Mikkel Hansen med AG Köpenhamn i maj 2012.

Mikkel Hansen är son till förre landslagsspelaren i handboll Flemming Hansen (född 1961). Flemming Hansen spelade 120 landskamper, gjorde 240 mål och deltog vid OS 1984.
Mikkel Hansen fick sitt första genombrott i GOG Svendborg TGI, som var ett av topplagen i Herrehåndboldligaen i Danmark. Hans framgångar medförde att flera europeiska toppklubbar fick upp ögonen för honom. 2008 värvades Hansen av FC Barcelona, men stannade i endast två säsonger efter att ha fått begränsat med speltid.
2010 värvades han till den nybildade klubben AG Köpenhamn, som storsatsade med flera andra stjärnvärvningar. Här blommade Hansen ut till att bli en internationell stjärna. Vid VM 2011 i Sverige spelade han med Danmarks landslag, som tog lagets andra VM-silver sedan 1967. Hansen utsågs till turneringens bästa vänsternia och efter säsongen till 2011 års bästa handbollsspelare i världen av Internationella handbollsförbundet.
Året efter var Mikkel Hansen med och tog Danmarks andra EM-guld någonsin, vid EM 2012 i Serbien. Med AG Köpenhamn slutade säsongen med att man blev danska mästare för andra året i rad och slutade på tredje plats i Champions League. Nystartade Paris Saint-Germain HB (PSG) (Paris Saint-Germain FC:s nya ägare köpte upp handbollsklubben Paris HB) värvade Hansen, innan AG Köpenhamn försattes i konkurs senare under sommaren 2012. Hansen spelade för PSG i tio säsonger. I februari 2021 meddelades det att han sommaren 2022 skulle lämna för danska Aalborg Håndbold.
I april 2024 meddelande Hansen att han skulle avsluta sin karriär efter olympiska sommarspelen 2024. Hansen och Danmark vann OS-guldet efter 39–26 mot Tyskland i finalen.

## Meriter

### Med klubblag
- Dansk mästare: (4) 2007 med GOG Svendborg TGI, 2011 och 2012 med AG Köpenhamn, 2024 med Aalborg Håndbold
- Dansk cupmästare: (3) 2005 med GOG Svendborg TGI, 2010 och 2011 med AG Köpenhamn
- Dansk supercupmästare: (1) 2022 med Aalborg Håndbold
- Fransk mästare: (9) 2013, 2015, 2016, 2017, 2018, 2019, 2020, 2021 och 2022 med Paris Saint-Germain
- Fransk cupmästare: (5) 2014, 2015, 2018, 2021 och 2022 med Paris Saint-Germain
- Spansk cupmästare: (2) 2009 och 2010 med FC Barcelona

### Med landslaget
- OS 2008 i Peking: 7:a
- VM 2009 i Kroatien: 4:a
- EM 2010 i Österrike: 5:a
- VM 2011 i Sverige:  Silver
- EM 2012 i Serbien:  Guld
- OS 2012 i London: 6:a
- VM 2013 i Spanien:  Silver
- EM 2014 i Danmark:  Silver
- VM 2015 i Qatar: 5:a
- EM 2016 i Polen: 6:a
- OS 2016 i Rio de Janeiro:  Guld
- VM 2017 i Frankrike: 10:a
- EM 2018 i Kroatien: 4:a
- VM 2019 i Danmark/Tyskland:  Guld
- EM 2020 i Österrike/Norge/Sverige: 13:e
- VM 2021 i Egypten:  Guld
- OS 2020 i Tokyo:  Silver
- EM 2022 i Ungern/Slovakien:  Brons
- VM 2023 i Sverige/Polen:  Guld
- EM 2024 i Tyskland:  Silver
- OS 2024 i Paris:  Guld

### Individuella utmärkelser
- Årets bästa handbollsspelare i världen: 2011, 2015 och 2018
- All-Star Team i mästerskap: VM 2011, EM 2012, EM 2014, OS 2016, EM 2018, VM 2021, OS 2020, EM 2022
- Most Valuable Player (MVP) i mästerskap: VM 2013, OS 2016, VM 2019 och VM 2021